# Žabnica, Kranj
Žabnica je naselje v Mestni občini Kranj. Do reorganizacije po 2. sv. vojni je vas spadala pod občino Stara Loka oz. Škofja Loka.

## Zgodovina
Ime vasi Žabnica je v zgodovinskih virih prvič omenjeno v darilni listini iz leta 973, rimsko-nemškega cesarja Otona II. tedanjemu freisinškemu škofu Abrahamu: 
ki se imenuje Kranjska ali z ljudskim izrazom Kranjska marka. V tej grofiji je namreč majhen potok, imenovan v jeziku Slovanov Žabnica (Sabnica), to je kraje, imenovane Žabnica, Lonca, Suha in še
Izkopanine na območju sedanjega pokopališča pa kažejo tudi na obstoj ville rustice, podeželskega dvorca iz pozno rimskega obdobja (4. stoletje). Ostanek nagrobnika iz tega obdobja je vzgrajen v južni del zvonika župnijske cerkve Sv. Urha v bližini. 
O zgodnji slovanski poselitvi pričajo najdbe, na katere so naleteli ob gradnji kmečkega poslopja v spodnjem delu sedanje vasi. O vseh omenjenih odkritjih je več že zapisano tudi v strokovni literaturi, predvsem v Loških razgledih.
O kasnejšem dogajanju, predvsem o načrtni kolonizaciji tega ozemlja s prebivalci z Bavarskega v času od 10. stoletja dalje sklepamo na osnovi zapisa iz leta 1196, kjer je med drugim navedeno, da jo vas Žabnico sestavlja 44 hub, tj. gruntov.

## Galerija
- Krajevna skupnost Žabnica. Značka spomenik
- Prosovoljno gasilsko društvo Žabnica. Spominska značka 70 let GD Žabnica
- Spominska značka športnega društva Žabnica
- Šola zdravja. Vsakodnevna jutranja vadba.
- Šola zdravja Žabnica. Skupinska slika.
- Društvo upokojencev Žabnica
- Čistilna akcija, Žabnica 2019. Čiščenje potoka Žabnica. Prostovoljci na delu.
- Fantje so postavili šrango oz. mlaj.

 Predstavnosti o temi Žabnica, Kranj v Wikimedijini zbirki
{Mestna občina Kranj}}